# Neoserica silvestris
Neoserica silvestris är en skalbaggsart som beskrevs av Brenske 1902. Neoserica silvestris ingår i släktet Neoserica och familjen Melolonthidae. Inga underarter finns listade i Catalogue of Life.